# 1888년 미국 하원의원 선거
1888년 미국 하원의원 선거는 1888년 미국에서 치러진 하원의원 선거로, 같은 해 치러진 대선에서 공화당의 벤자민 해리슨 후보가 당선됨에 힘입어 공화당이 과반을 차지하였다

## 선거 결과
| 정당   | 의석수 |
| ------ | ------ |
| 공화당 | 171석  |
| 민주당 | 161석  |
| 합계   | 332석  |